# Seifersdorfer Gründel

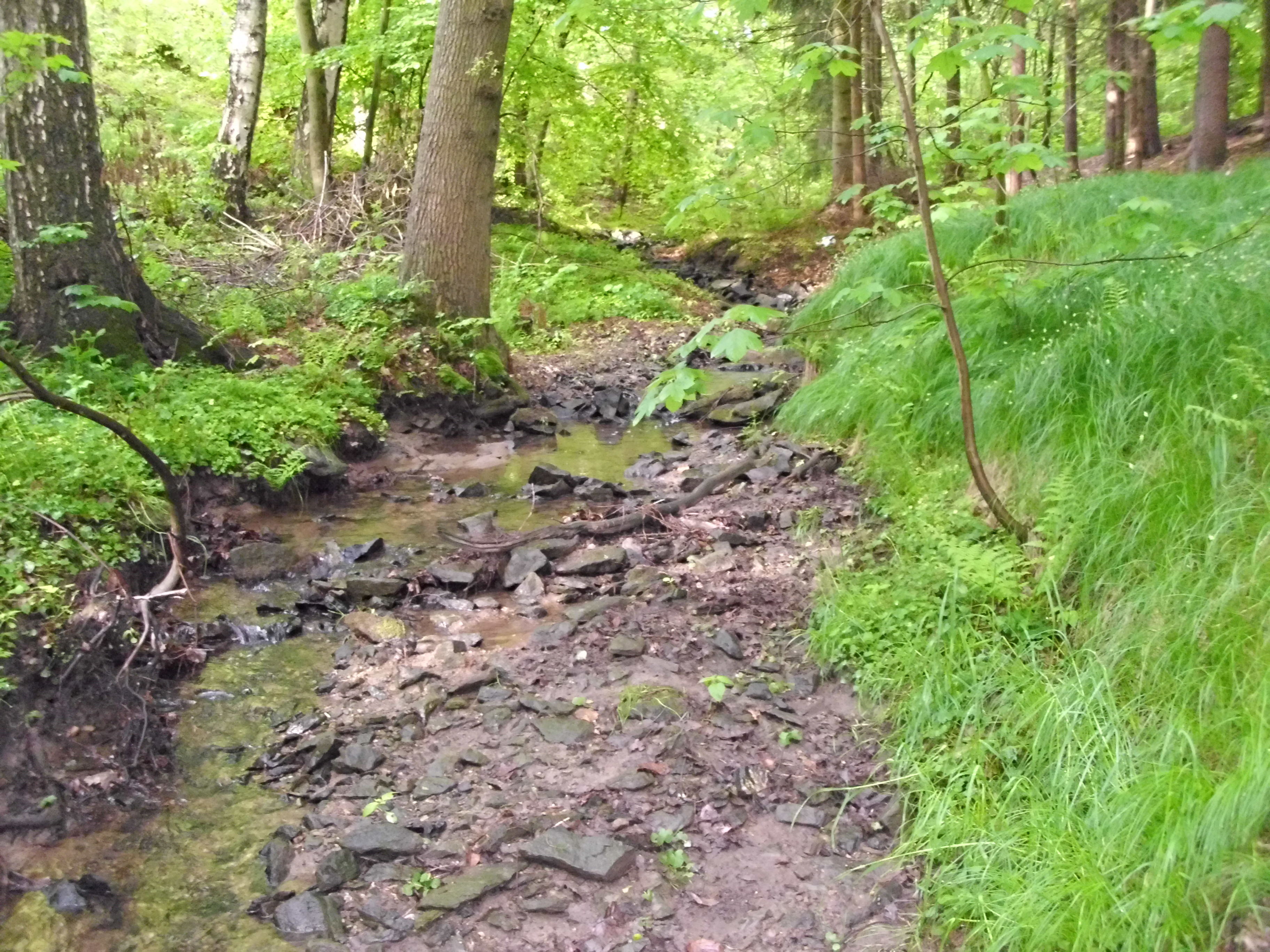
Das Gründel

Das Seifersdorfer Gründel ist ein Seitental der Roten Weißeritz bei Seifersdorf (Dippoldiswalde) im Landkreis Sächsische Schweiz-Osterzgebirge. Im unteren Abschnitt ist es seit 1974 als Teil des Landschaftsschutzgebietes Tal der Roten Weißeritz ausgewiesen.

## Lage
Als Seifersdorfer Gründel (im Ortsgebrauch: das Gründel) wird das linke Seitental südlich des Ortes und nahe der Sperrmauer der Talsperre Malter bezeichnet. Sein höchsten Punkt hat es beim Seifersdorfer Reitplatz nahe eines Bauerngehöft, ehe es nach Osten in den Seifersdorfer Grund mündet. Im oberen Teil durchqueren die Kreisstraße 9010, die Bergstraße und der Paulsdorfer Kirchweg das flache Tal. Durch den unteren Teil führt die Neue Straße und eine heute funktionslose 1882 erbaute Bahnbrücke. Das Gründel liegt in der Gemarkung von Seifersdorf.

## Geschichte

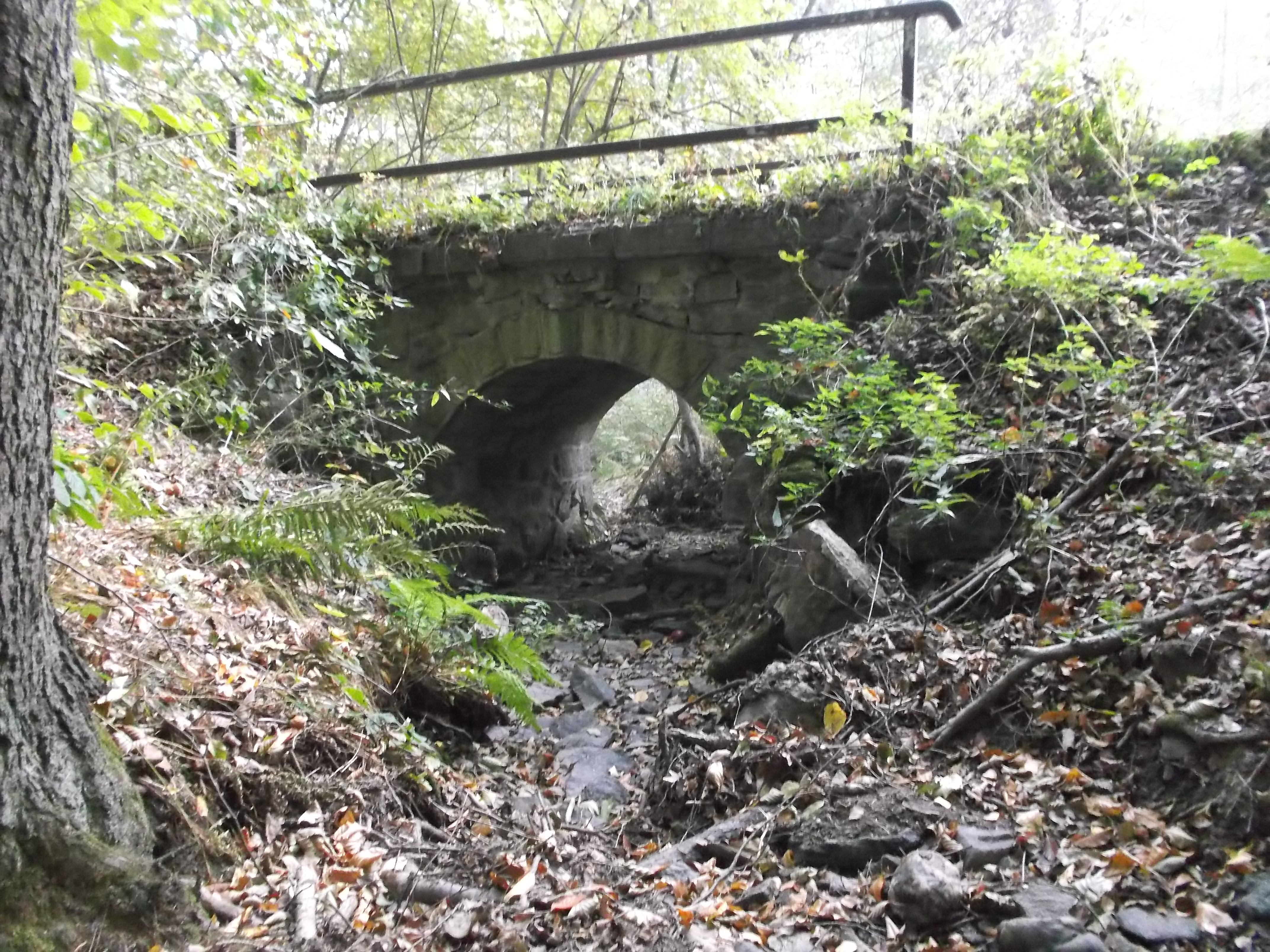
Alte Bahnbrücke im Seifersdorfer Grund

Die Alte Meißner Straße durchquerte einst den Grund, Teile des Weges sind noch vorhanden. Mehrere Teiche wurden früher vom Oberseifersdorfer Bach gespeist. Bereits 1838 wird der Grund als Gründel erwähnt. Die am untersten Ende über den Gründelbach querende kleine Bahnbrücke ist 1882 errichtet, nach Abschluss des Sperrmauerbaues wurde hier der Bahnkörper im April 1914 abgetragen. Seit Juni 1914 führt hier der Wanderweg hinüber und unmittelbar danach am Gründel hinauf. Die Neue Straße wurde als Verbindungsweg zwischen dem Wärterhaus an der Sperrmauer nach Seifersdorf ab August 1911 gebaut und im Dezember 1911 fertiggestellt und überquerte einst den Grund über eine Brücke, zu DDR-Zeiten wurde der Bach in diesem Abschnitt in Rohre gelegt und eine Müllhalde eingerichtet bzw. aufgefüllt, worüber heute die am 11. Februar 1997 fertig geteerte Straße verläuft, welche wegen des Neubaus der 1996 erbauten Verbandskläranlage ausgebaut wurde. Eine um 1910 erbaute Ziegelsteinbogenbrücke, über die ein Feldweg verlief, wurde nach dem Hochwasser 2002 abgetragen. bzw. aufgefüllt. Im Jahr 2002 wurde das ehemalige Wiesental in Höhe der Neuen Straße bis kurz vor den Kirchweg aufgeforstet.

## Oberseifersdorfer Bach
Der Oberseifersdorfer Bach (Gründelbach) entwässert die Hohlform auf gesamter Länge, wobei der oberen, zum Acker umgewandelte Teil, verrohrt wurde. Sein Quellgebiet liegt nördlich der Paulsdorfer Heide in der Nähe des Weges am Feldrain bei Seifersdorf auf ca. 385 m u.NH.

## Geologie
Das Tal besteht vorwiegend aus Gneisgestein, neben welchem auch Quarzit vorzufinden ist.

## Landschaftsschutz
Am 4. Juli 1974 wurde der untere Abschnitt als Teil des Landschaftsschutzgebietes „Tal der Roten Weißeritz“ unter Schutz gestellt.